# HarveyToons

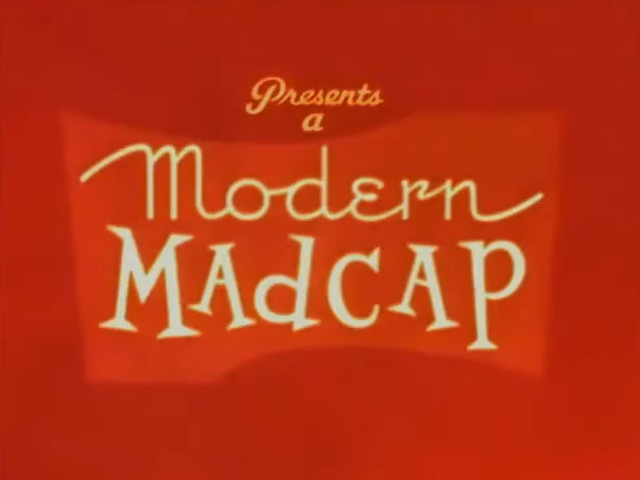
Générique de Modern Madcaps (années 1960).

The Harveytoons Show connu aussi sous le nom de HarveyToons est une série de dessins animés produits par les Famous Studios entre 1950 et 1962 et repris par la société Harvey Comics quand cette dernière devient propriétaire des droits des personnages.

## Histoire
Cette série présente les personnages de Harvey Comics : Casper le gentil fantôme, Little Audrey, Tommy Tortoise and Moe Hare, Baby Huey, Herman and Katnip, Buzzy the Crow, Modern Madcaps. Elle reprend les dessins animés produits pour le cinéma entre 1950 et 1962 par les Famous Studios. Sur les 223 dessins animés produits durant cette période, 165 sont repris en intégralité. Le reste est repris en partie ou laissé de côté. Les titres originaux sont le plus souvent changé pour la diffusion télévisée. La série comprend 6 saisons de 13 épisodes chacune.